# Права интерсекс-людей в Чили
Права интерсекс-людей в Чили нарушаются по ряду показателей. В период с декабря 2015 года по август 2016 года министерство здравоохранения Чили издало нормативный документ о приостановке ненужных косметических медицинских вмешательств в тела интерсекс-детей. Однако потом в документ были внесены изменения, разрешающие такие медицинские вмешательства.

## История
В 2015 году Чили ненадолго стала второй страной, после Мальты, которая защитила интерсекс-детей и от ненужных медицинских вмешательств, однако в следующем году этот закон был отменён. В 2012 году Чили стала одной из первых стран (дело Бенджамина-Марикармена) в судебном порядке присудившая выплату возмещения за ущерб, понесённый человеком из-за такого рода операций.
В апреле 2018 года латиноамериканские и карибские интерсекс-активисты опубликовали заявление Сан-Хосе-де-Коста-Рика, в котором были перечислены местные требования.

## Физическая неприкосновенность
В 2015 году Комитет ООН по правам ребенка рекомендовал Чили признать права чилийских интерсекс-детей и выразил обеспокоенность «по поводу случаев ненужных с медицинской точки зрения и необратимых операций и других процедур на интерсекс-детях».
В январе 2016 года Министерство здравоохранения Чили распорядилось приостановить излишнее нормализационное лечение интерсекс-детей, включая необратимые операции, до достижения ими возраста, когда они смогут принимать решения самостоятельно.
В 2015 году был выпущен документ указывавший на необходимость прекратить «ненужные нормализующие практики в отношение интерсекс-детей, включая необратимые операции на половых органах, до тех пор, пока они не станут достаточно взрослыми, чтобы принимать решения о своем теле». Таким образом Чили ненадолго стала второй страной, после Мальты, которая защитила интерсекс-детей и от ненужных медицинских вмешательств, однако в следующем году этот закон был отменён.
Однако документ от 2015 года был заменен документов, в котором говорится, что предыдущая рекомендация не делать ненужных операций на половых органах не относится к «патологиям», в которых пол может быть четко определен. Он также не применяется в случаях врожденной гиперплазии коры надпочечников, когда специалисты или пациент считают, что это необходимо, и когда пациент или его представитель (например, родитель) согласны на медицинские вмешательства. В случаях, когда может быть назначен любой пол, назначение пола и операции могут проводиться по соглашению между родителями и междисциплинарными группами, а также с учетом возможности перенести операции на время, когда у ребенка проявляется сексуальная идентичность. Руководящие принципы основаны на клиническом консенсусном документе 2006 года. Brújula Intersexual характеризует документ как разрешающий вмешательства без поддержки долгосрочных данных и игнорирующий показания лиц, подвергшихся ранним вмешательствам.
В июле 2018 года Комитет ООН по ликвидации дискриминации в отношении женщин опубликовал замечания о вредоносных практиках, рекомендовав Чили «прямо запретить проведение ненужных хирургических или других медицинских вмешательств в тела интерсекс-детей до достижения ими возраста, когда они смогут дать самостоятельное и осознанное согласие». Комитет также призвал обеспечить поддержку семей, а также обучение медицинских работников.

## Возмещения ущерба

### Дело Бенджамина-Марикармена
В 1993 году ребенок с «неопределенными гениталиями» по имени Марикармен перенёс необратимое хирургическое вмешательство. Медики постановили, что ребёнок будет расти как девочка, и его гонады и мужская репродуктивная система были удалены. Родителям сообщили, что у ребёнка паховые грыжи. В 2003 году в возрасте 10 лет Марикармен должна была начать заместительную гормональную терапию. В связи с этим были проведены анализы крови, и они подтвердили, что кариотип ребёнка 46,XY, то есть мужской. После чего ребёнок сделал переход, сменив имя на Бенджамин. Изменение официальных документов заняло несколько лет и потребовало от него пройти психиатрическое и физическое обследование.
12 августа 2005 года мать подала иск против Службы здравоохранения Мауле. 14 ноября 2012 года Суд приговорил Службу здравоохранения Мауле за «отсутствие обслуживания» и выплату компенсации в размере 100 миллионов песо за моральный и психологический ущерб, причиненный Бенжамину, и еще 5 миллионов за каждого из родителей.

## Защита от дискриминации
Законопроект «О системе гарантий прав ребенка» включает защиту от дискриминации по признаку пола и признание права детей и подростков на развитие своей гендерной идентичности. Законопроект направлен на адаптацию чилийского законодательства к Конвенции по правам ребенка.
31 августа 2016 года Комитет по делам семьи при Палате депутатов утвердил эти меры защиты. 2 мая 2017 года на пленарном заседании палаты депутатов был одобрен законопроект, включающий категории ЛГБТИ. В настоящее время законопроект направляется в Сенат для обсуждения.
Статья 9 законопроекта гласит, что «среди прочих различий ни один ребенок не должен подвергаться дискриминации по причине его сексуальной ориентации, гендерной идентичности, гендерного выражения и половых особенностей».
Статья 19, основанная на «идентичности», гласит, что «каждый ребенок имеет право с рождения иметь имя, национальность и родной язык, знать личность своих отцов и/или матерей, сохранять свои семейные отношения в соответствии с законом; знать и практиковать культуру своего места происхождения и, в целом, сохранять и развивать свою собственную идентичность и индивидуальные особенности, включая его гендерную идентичность».
В апреле 2017 года Министерство образования представило документ, озаглавленный «Руководство по включению лесбиянок, геев, бисексуалов, транс и интерсексов в чилийскую образовательную систему», направленное на содействие интеграции и защиту равенства и недискриминации. Он рассматривает предложения по защите прав детей и подростков ЛГБТИ в образовательных контекстах; меры по их поддержке в случае, если у них нет поддержки со стороны их семей и целей обучения для решения этой проблемы.

## Документы
В Чили существует возможность в свидетельствах о рождении указать "неопределенный" пол, если невозможно определить пол. По данным Гражданского регистра, в период с 2006 по 2017 год в официальных отчётах 269 интерсекс-детей были зарегистрированы с этим гендерным маркером. Изменение гендерного маркера в таких случаях должно быть запрошено через суд при определении биологического пола.
В Чили существует два закона, основанных на антидискриминационном принципе, которые в некотором роде предназначены для защиты интерсекс-людей.
14 июня 2012 года Министерство здравоохранения выпустило циркуляр 21 под названием «Инструкции по уходу за трансгендерами в здравоохранении». В документе закреплено обязательство должностных лиц здравоохранения обязанность чиновников уважать гендерную идентичность и социальное имя транс- и интерсекс-людей с акцентом на первичную медико-санитарную помощь. Это указывает на то, что интерсекс-люди, как и транс-люди «могут проявлять аналогичную ситуацию, когда генитальный пол не соответствует гендерной идентичности человека».
9 ноября 2012 года Юридическая медицинская служба при Министерстве юстиции выпустила циркуляр 1297, в котором даны инструкции по соблюдению «Экспертно-технического руководства по судебной сексологии для случаев с транс- и интерсекс-людьми». Он предназначен для защиты физической и психической неприкосновенности людей, особенно обеспечения защиты достоинства. В протоколе упоминается, что транс- и интерсекс-люди не будут подвергаться инвазивным экспертным заключениям, кроме того, к ним должно относиться в соответствие с их социальным именем или именем, которое человек предпочитает.